# تامیکا ویلیامز
تامیکا ویلیامز (انگلیسی: Tamika Williams؛ زادهٔ ۱۲ آوریل ۱۹۸۰) بازیکن بسکتبال اهل ایالات متحده آمریکا است.